# Kap Ann
Kap Ann ist ein vorspringendes Kap an der Küste des Enderbylands in Ostantarktika. Es wird überragt vom 700 m hohen Mount Biscoe.
Luftaufnahmen vom Kap entstanden am 22. Dezember 1929 bei einem Überflug des norwegischen Polarforschers Hjalmar Riiser-Larsen. Zudem wurde es am 14. Januar 1930 von Bord der RSS Discovery während der British Australian and New Zealand Antarctic Research Expedition (1929–1931) unter der Leitung des australischen Polarforschers Douglas Mawson fotografiert. Bei beiden Forschungsreisen gingen die Teilnehmer davon aus, dass es sich bei dem Berg um jenes Kap handelte, das der britische Seefahrer und Entdecker John Biscoe am 16. März 1831 entdeckte und nach seiner Ehefrau benannte. Der Name blieb für das Kap erhalten, während der Berg nach John Biscoe benannt wurde.